# Comuna Găgești, Vaslui
Găgești este o comună în județul Vaslui, Moldova, România, formată din satele Găgești (reședința), Giurcani, Peicani, Popeni și Tupilați.

## Așezare
Comuna este situată în partea de sud-est a județului. Este străbătută de râul Elan pe o distanță de 20 km. Se învecinează cu comuna Fălciu – la vest, cu comuna Epureni și orașul Murgeni – la sud, cu comuna Șuletea, comuna Dodești și comuna Viișoara – la est și cu comunele Roșiești și Vutcani – la nord. Comuna este străbătută de la nord la sud de DJ244B.

## Demografie
Componența etnică a comunei Găgești
     Români (98,05%)
     Alte etnii (1,95%)
Componența confesională a comunei Găgești
     Ortodocși (94,95%)
     Adventiști (1,68%)
     Penticostali (1,25%)
     Alte religii (0,11%)
     Necunoscută (2,01%)
Conform recensământului efectuat în 2021, populația comunei Găgești se ridică la 1.843 de locuitori, în scădere față de recensământul anterior din 2011, când fuseseră înregistrați 2.024 de locuitori. Majoritatea locuitorilor sunt români (98,05%). Din punct de vedere confesional, majoritatea locuitorilor sunt ortodocși (94,95%), cu minorități de adventiști (1,68%) și penticostali (1,25%), iar pentru 2,01% nu se cunoaște apartenența confesională.

## Istorie
La sfârșitul secolului al XIX-lea, comuna făcea parte din plasa Mijlocul al județului Fălciu și era alcătuită din satele Găgești, Peicani și Jurcani, cu o populație de 738 de locuitori. În comună funcționa o școală mixtă și patru biserici.
Anuarul Socec din 1925 consemnează desființarea comunei și includerea satelor Găgești, Giurcani și Peicani în cadrul fostei comune Jigălia. Satul Popeni apare pe teritoriul fostei comune Jigălia, în anul 1931, odată cu regruparea comunelor urbane și rurale de la acea vreme.
Comuna Găgești a fost reînființată după cel de-al Doilea Război Mondial pe teritoriul raionului Huși a regiunii Iași, fiindu-i alipit și satul Tupilați (anterior la comuna Vutcani). În anul 1968, comuna a trecut la județul Vaslui, în forma actuală.

## Monumente istorice
Trei monumente istorice din comuna Găgești se regăsesc în lista monumentelor istorice din județul Vaslui. Prima este situl arheologic din satul Giurcani. Ultimele două sunt două necropole în același sat. Prima are datare din sec. II - IV p. Chr., Epoca romană, iar cealalată datează din Epoca bronzului.

## Politică și administrație
Comuna Găgești este administrată de un primar și un consiliu local compus din 11 consilieri. Primarul, Costică Stupu[*], de la Partidul Social Democrat, este în funcție din 2012. Începând cu alegerile locale din 2024, consiliul local are următoarea componență pe partide politice:
|  | Partid                     | Consilieri | Componența Consiliului | Componența Consiliului | Componența Consiliului | Componența Consiliului | Componența Consiliului | Componența Consiliului |
|  | -------------------------- | ---------- | ---------------------- | ---------------------- | ---------------------- | ---------------------- | ---------------------- | ---------------------- |
|  | Partidul Social Democrat   | 6          |                        |                        |                        |                        |                        |                        |
|  | Partidul Național Liberal  | 3          |                        |                        |                        |                        |                        |                        |
|  | Partidul Mișcarea Populară | 1          |                        |                        |                        |                        |                        |                        |
|  | Partidul PRO România       | 1          |                        |                        |                        |                        |                        |                        |